# Lycaste suaveolens
Lycaste suaveolens är en orkidéart som beskrevs av Victor Samuel Summerhayes. Lycaste suaveolens ingår i släktet Lycaste och familjen orkidéer. Inga underarter finns listade i Catalogue of Life.